# Danemark au Concours Eurovision de la chanson 2008
Le second pays à commencer sa sélection télévisée après l'Islande est le Danemark; celle-ci ayant eu lieu début décembre 2007. Ce pays doit tout faire pour décrocher le titre qu'il n'a pas remporté depuis 2000 avec les Olsen Brothers.

## Présélection
443 chansons ont été envoyées au radio diffuseur DR qui en a retenu seize pour participer aux demi-finales. C'est parmi ces seize chansons et chanteurs que figure le représentant du pays au concours eurovision de la chanson 2008. Ceux-ci seront départagés par un vote des téléspectateurs à l'issue de deux demi-finales qui ont ru lieu les 12 et 19 janvier 2008 qui ont vu la perte de la moitié des participants. Deux des perdants ont été repêchés à l'issue d'un vote. Enfin, les dix derniers participants ont été départagés au cours de la finale danoise de l'Eurovision qui a été présentée par Adam Duva Hall et Camilla Ottensen à Horsens le 2 février 2008.

## Résultats

### 1edemi-finale
La première demi-finale a eu lieu le 12 janvier 2008.
| N° | Interprète                 | Titre                | Langue  | Qualification |
| -- | -------------------------- | -------------------- | ------- | ------------- |
| 1  | Louise Victoria            | Gron mand ga         | Danois  |               |
| 2  | Anne-Marie & Claus Hassing | Come on over         | Anglais | X             |
| 3  | Charlie                    | Den jeg er           | Danois  | X             |
| 4  | Unite                      | Tree of life         | Anglais | X             |
| 5  | Anorah                     | Laying down my cards | Anglais |               |
| 6  | Sidse Holte                | Vi er der om lidt    | Danois  |               |
| 7  | Amin Jensen                | Luchiano             | Danois  | X             |
| 8  | Simon Mathew               | All night long       | Anglais |               |

### 2edemi-finale
La deuxième demi-finale a eu lieu le 19 janvier 2008.
| N° | Interprète                                       | Titre                 | Langue  | Qualification |
| -- | ------------------------------------------------ | --------------------- | ------- | ------------- |
| 1  | Lasse Lindorff                                   | Hooked on you         | Anglais |               |
| 2  | The Dreams                                       | La' mig vaere         | Danois  | X             |
| 3  | Camille-Catherine Rommedahl & Ulrik Hansen       | Underneath the moon   | Anglais | X             |
| 4  | Kendra Lou                                       | Until we're satisfied | Anglais |               |
| 5  | Sandee May                                       | Spanish soul          | Anglais | X             |
| 6  | Gunhild Overegseth                               | Vilde hjerter         | Danois  |               |
| 7  | Josefine Bisgaard Olesen & Lars Holmen Tvergaard | Sweet memories of you | Anglais | X             |
| 8  | Julie Rugaard                                    | Kan ikke forsta       | Danois  |               |

## Représentant et Concours
Le gagnant est finalement l'un des deux repêchés à l'issue des demi-finales, Simon Mathew qui représentera son pays à Belgrade avec la chanson All night long.
Il se classe 3e ex æquo avec 112 points de la seconde demi-finale du Concours Eurovision de la Chanson le 22 mai 2008 à Belgrade, et qualifie donc le Danemark pour la finale le 24 mai 2008 où il termine 15e avec 60 points.